# Hugo González (Schwimmer)
Hugo González de Oliveira (* 19. Februar 1999 in Palma de Mallorca) ist ein spanischer Schwimmer. Bei Weltmeisterschaften gewann er bis 2024 eine Goldmedaille und eine Silbermedaille auf der 50-Meter-Bahn. Bei Europameisterschaften erschwamm er je einmal Gold, Silber und Bronze.

## Sportliche Karriere
Der 1,92 Meter große González schwamm für den Real Canoe NC in Madrid. Während seines Studiums an der Auburn University und an der University of California, Berkeley startete er für deren Schwimmteams. 2024 trat er für die Katholische Universität Murcia an.

### Von der ersten Olympiateilnahme 2016 zur zweiten Olympiateilnahme 2021
Bei den Juniorenweltmeisterschaften 2015 gewann González Gold über 200 Meter Rücken und Bronze über 400 Meter Lagen. Ende 2015 gewann er bei den spanischen Kurzbahnmeisterschaften seine ersten spanischen Meistertitel. Anfang 2016 folgte der erste Meistertitel auf der 50-Meter-Bahn. Im Juli 2016 bei den Junioreneuropameisterschaften siegte González über 200 Meter Rücken und 400 Meter Lagen und erkämpfte Silber über 50 Meter Rücken. González rückte auch ins spanische Aufgebot für die Olympischen Spiele in Rio de Janeiro. Über 100 Meter Rücken fehlten ihm als 20. der Vorläufe 0,20 Sekunden für die Zulassung zum Halbfinale. Über 200 Meter Rücken erreichte er das Halbfinale und belegte in der Gesamtwertung den 16. Platz.
Ein Jahr später bei den Weltmeisterschaften 2017 in Budapest trat González in drei Disziplinen an und schied jeweils im Vorlauf aus. Bei den Juniorenweltmeisterschaften einen Monat später gewann er über 100 und 200 Meter Rücken sowie über 400 Meter Lagen dreimal Gold. Hinzu kam Silber über 50 Meter Rücken und der vierte Platz über 200 Meter Lagen. Ende Juni 2018 begannen in Tarragona die Mittelmeerspiele 2018. González wurde hinter dem Italiener Christopher Ciccarese Zweiter über 200 Meter Rücken und hinter dem Griechen Andreas Vazaios Zweiter über 200 Meter Lagen. Mit der 4-mal-200-Meter-Freistilstaffel erschwamm er die Bronzemedaille. Einen Monat später bei den Europameisterschaften in Glasgow wurde González Vierter über 200 Meter Lagen. Über 200 Meter Rücken schwamm er ebenfalls im Finale und wurde Achter. Ende 2018 bei den Kurzbahnweltmeisterschaften in Hangzhou waren seine besten Platzierungen 18. Plätze in den Vorläufen über 200 Meter Rücken und über 200 Meter Lagen. Die Weltmeisterschaften 2019 in Gwangju verliefen für González mit einem 31. Platz über 200 Meter Rücken als bester Platzierung enttäuschend.
Wegen der COVID-19-Pandemie wurden die meisten der für 2020 geplanten Meisterschaften nach 2021 verlegt. Bei den im Mai 2021 ausgetragenen Europameisterschaften in Budapest wurde González Dritter über 50 Meter Rücken mit 0,05 Sekunden Rückstand auf den zweitplatzierten Rumänen Robert Glință. Über 100 Meter Rücken siegte der Rumäne mit 0,02 Sekunden Vorsprung vor González. Am gleichen Tag wie das Finale über 100 Meter Rücken wurde auch das Finale über 200 Meter Lagen ausgetragen. Hier gewann González mit 0,19 Sekunden Vorsprung vor dem Schweizer Jérémy Desplanches. Zwei Monate später bei den ebenfalls aus 2020 verschobenen Olympischen Spielen in Tokio erreichte Hugo González über 100 Meter Rücken das Finale und belegte den sechsten Platz mit 0,6 Sekunden Rückstand auf die Medaillenränge. Über 200 Meter Lagen fehlten ihm als Elftschnellstem der Halbfinalläufe 0,33 Sekunden zum Finaleinzug.

### Die Jahre bis zur dritten Olympiateilnahme 2024
Bei den Kurzbahnweltmeisterschaften 2021 in Abu Dhabi und bei den Weltmeisterschaften 2022 in Budapest erreichte González keinen Endlauf. In Abu Dhabi war der neunte Platz im Vorlauf über 200 Meter Rücken sein bestes Ergebnis, 0,13 Sekunden fehlten zum Finaleinzug. In Budapest erreichte er den elften Platz im Halbfinale über 100 Meter Rücken und den zwölften Platz im Halbfinale über 200 Meter Lagen. Ende 2022 bei den Kurzbahnweltmeisterschaften in Melbourne schwamm González ebenfalls in kein Einzelfinale, wurde aber Sechster mit der 4-mal-200-Meter-Freistilstaffel.
2023 bei den Weltmeisterschaften in Fukuoka belegte González im Halbfinale über 100 Meter Rücken den elften Platz. Über 200 Meter Rücken und über 200 Meter Lagen schwamm er jeweils im Finale auf den siebten Platz. Im Februar 2024 bei den Weltmeisterschaften in Doha belegte González über 100 Meter Rücken den zweiten Platz mit 0,02 Sekunden Rückstand auf Hunter Armstrong aus den Vereinigten Staaten. Über 200 Meter Lagen verfehlte González als 20. der Vorläufe das Halbfinale um über eine halbe Sekunde. Über 200 Meter Rücken hingegen siegte González mit 0,10 Sekunden Vorsprung vor dem Schweizer Roman Mityukov. Es folgte der sechste Platz über 50 Meter Rücken. Zum Abschluss der Wettbewerbe war González Startschwimmer der spanischen 4-mal-100-Meter-Lagenstaffel, die den fünften Platz erreichte. Bei den spanischen Olympiaausscheidungen 2024 unterbot González in 1:54,51 Minuten seine Siegeszeit von den Weltmeisterschaften in Doha noch einmal um 0,79 Sekunden. Bei den Olympischen Spielen in Paris wurde González Sechster sowohl über 100 Meter Rücken als auch über 200 Meter Rücken.